# Helomavaart
De Helomavaart of Jonkersvaart (Stellingwerfs en officieel: Jonkers- of Helomavaort) is een kanaal in de Friese gemeente Weststellingwerf (Nederland).

## Beschrijving
De vaart is een deel van de waterverbinding Overijssel-Prinses Margrietkanaal en stroomt tussen de Tjonger (De Tsjonger of De Kuunder) en de Linde (De Lende). Bij de Driewegsluis stroomt de vaart in de Linde. Verder wordt de vaart doorsneden door De Scheene en bij Nijetrijne de N351.
Het is genoemd naar de familie Heloma die de vaart in 1774 heeft laten graven. De Topografische Dienst van Kadaster Geo-Informatie vermeldt het kanaal als Jonkers- of Helomavaart. De Stellingwerfse naam Jonkers- of Helomavaort geldt sinds 15 maart 2007 als de officiële naam.

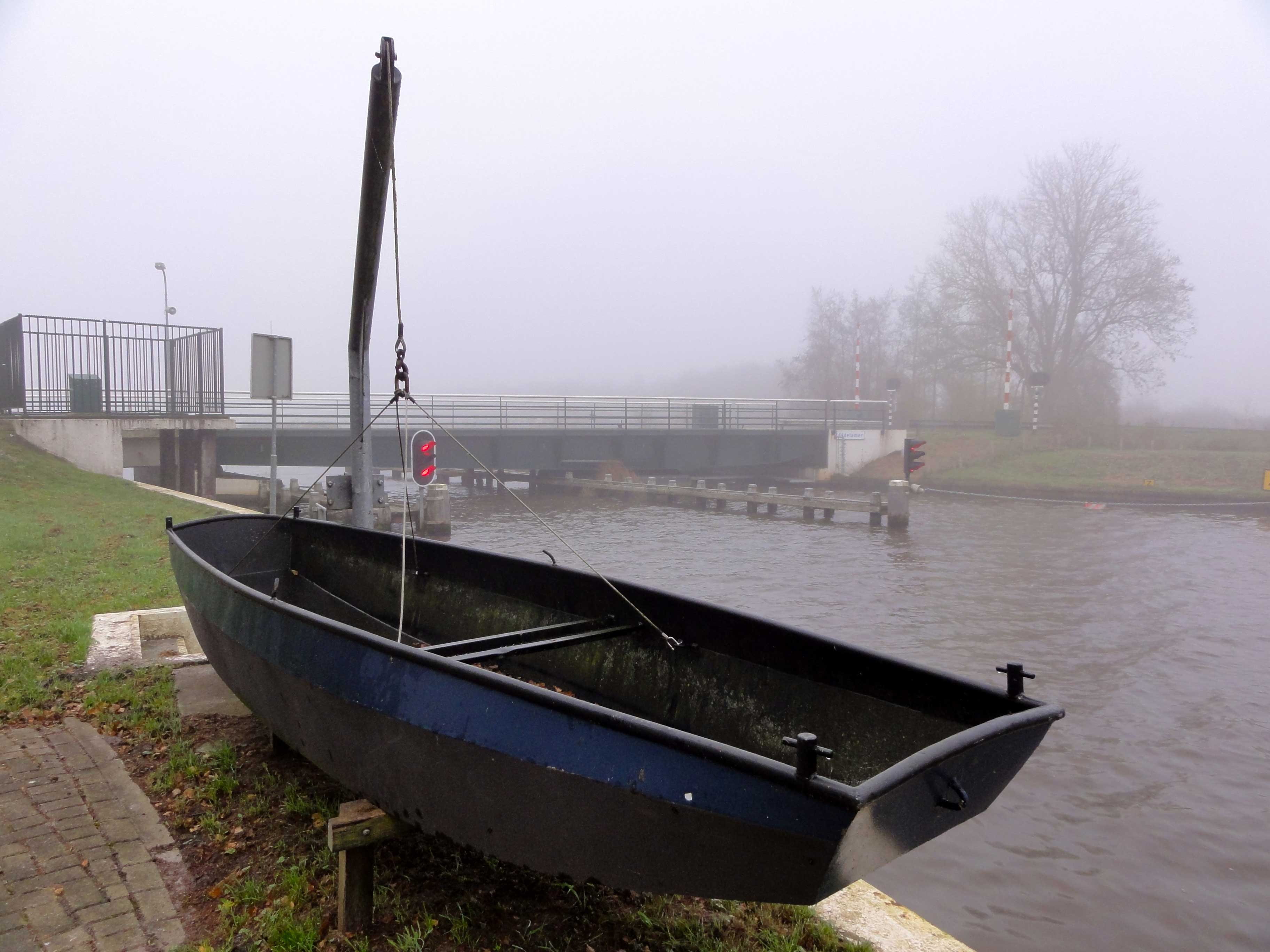
De Oldelamerbrug over de Helomavaart